# Itaewon-dong
Itaewon-dong là một dong (phường) của quận Yongsan ở thủ đô Seoul, Hàn Quốc.

## Giáo dục
Các cơ sở giáo dục ở Itaewon-dong bao gồm có:
- Trường tiểu học Itaewon
- Trường tiểu học Bogwang
- Trường trung học Digitech Seoul